# Keetmanshoop

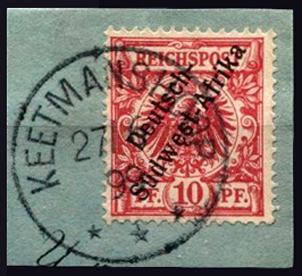
Timbre pentru Germania de Sud Africa de Vest, data poștei Keetmanshoop 1899}}

Keetmanshoop (tradus în română Speranța lui Keetman) este un oraș din Namibia. Îndeplinește funcția de reședință a regiunii Karas. Data venirii primului misionar în localitate, Johann Georg Schröder (14 aprilie 1866) este considerată data fondării orașului. Ecomomia este dominată de agricultură, în speță creșterea oilor din rasa karakul.